# Plana, Sofia-capitala
Plana (în bulgară Плана) este un sat în comuna Stolicina, regiunea Sofia-capitala,  Bulgaria. 

## Demografie
Componența etnică a satului Plana
     Bulgari (54,11%)
     Nicio identificare (45,88%)
     Altele (0%)
La recensământul din 2011, populația satului Plana era de 85 locuitori. Din punct de vedere etnic, majoritatea locuitorilor (54,11%) erau bulgari. Pentru 45,88% din locuitori nu este cunoscută apartenența etnică.